# 性心理發展
性心理發展（Psychosexual Development）是西格蒙德·弗洛伊德在19世纪末、20世纪初提出的概念，是精神分析学的性驱动理论的核心概念；包括5个阶段：口腔期、肛门期、性器期、潜伏期、生殖期。

## 弗洛伊德性心理發展模型
| 阶段   | 年龄       | 性感带       | 固着的后果 |
| ------ | ---------- | ------------ | --- |
| 口腔期 | 0-18个月   | 口           | - 口腔主動： - 口香糖、笔尖 - 口腔被动： - 吸烟/吃/接吻/口交/舔阴/酗酒                                                                                          |
| 肛门期 | 18-36个月  | 肠和膀胱排泄 | - 忍便： - 倔強、小氣、吝嗇 - 恣意排便： - 不计后果、粗心、挑衅、紊乱、粪便嗜好症或潔癖                                                                         |
| 性器期 | 3-5岁      | 生殖器       | - 伊底帕斯情節： - 男童仇父戀母。可能成為極端積極又有野心的男人。 - 依萊特斯拉情節： - 女童仇母戀父。可能成為妖媚型高自尊女性，也可能成為服從性高的低自尊女性。 |
| 潜伏期 | 5岁-青春期 | 性欲休眠     | |
| 兩性期 | 青春期以上 | 性成熟       | 性冷淡、阳萎、人际关系失调 |

### 口腔期
主要靠口腔部位的吮吸、咀嚼、吞嚥等活動獲得滿足，嬰兒的快樂也多得自口腔活動。此時期的口腔活動若受限制，可能會留下後遺性的不良影響。成人中有所謂的口腔性格，可能就是口腔期發展不順利所致，在行為上表現貪吃、酗酒、吸煙、咬指甲等，甚至在性格上悲觀、依賴、潔癖者，都被認為是口腔性格的特徵。

### 肛门期
主要靠大小便排泄時所产生的刺激快感獲得滿足，此時期衛生習慣的訓練，對幼兒言是重要關鍵。如管制過嚴，可能會留下後遺性的不良影響。成人中有所謂的肛門性格者，在行為上表現冷酷、頑固、剛愎、吝嗇等，可能就是肛門性格的特徵。

### 性器期
主要靠性器官的部位獲得滿足，此時幼兒喜歡觸摸自己的性器官，在性質上已算是「手淫」的開始。幼兒在此時期已能辨識男女性別，並以父母中之異性者為「性愛」的對象，於是出現了男童以父親為競爭對手而愛母親的現象，這現象稱為戀母情結，同理女童以母親為競爭對手而愛戀父親的現象，則稱為戀父情結。

### 潜伏期
七歲以後的兒童，興趣擴大，由對自己的身體和父母感情，轉變到周圍的事物。故而從原始的慾力來看，呈現出潛伏狀態。此一時期的男女兒童之間，在情感上較前疏遠，團體性活動多呈男女分離趨勢。

### 兩性期
此時期開始時間，男生約在12歲，女生約在11歲。此時期個體性器官成熟生理上與心理上所顯示的特徵，兩性差異開始顯著。自此以後，性的需求轉向相似年齡的異性，開始有了兩性生活的理想，有了婚姻家庭的意識。至此，性心理的發展以臻成熟。